# Liste der denkmalgeschützten Objekte in Kirchstetten (Niederösterreich)
Die Liste der denkmalgeschützten Objekte in Kirchstetten enthält die 8 denkmalgeschützten, unbeweglichen Objekte der Gemeinde Kirchstetten.

## Denkmäler
| Foto |                 | Denkmal                                                                        | Standort                                            | Beschreibung | Metadaten |
| ---- | --------------- | ------------------------------------------------------------------------------ | --------------------------------------------------- | --- | --- |
| ja   | Datei hochladen | Wohnhaus, Auden-Haus HERIS-ID: 10910 Objekt-ID: 6975                           | Hinterholz 6 Standort KG: Kirchstetten              | Der Streckhof aus dem 19. Jahrhundert diente dem anglo-amerikanischen Dichter W. H. Auden von 1957 bis zu seinem Tod 1973 als Sommerhaus. Das Dachgeschoß ist zu einem Ausstellungsraum umgestaltet und zeigt neben der Auden-Dokumentation eine Stele mit einer Büste Audens von Kostek Wojna Rowski. | BDA-Hist.: Q38085105 Status: Bescheid Stand der BDA-Liste: 2025-06-30 Name: Wohnhaus, Auden-Haus GstNr.: 482/1 Auden-Haus, Kirchstetten                                   |
| ja   | Datei hochladen | Weinheber-Haus HERIS-ID: 10909 Objekt-ID: 6974                                 | Josef Weinheber-Straße 36 Standort KG: Kirchstetten | Das Landhaus wurde von Josef Weinheber von 1936 bis zu seinem Tod 1945 bewohnt. Im großen südseitigen Garten befindet sich das Grab des Dichters. Das Haus wurde um 1900 erbaut und ist heute teilweise Museum und Sitz der Josef-Weinheber-Gesellschaft. Halle, Arbeitszimmer und Schlafzimmer sind noch original erhalten, an den Wänden Gemälde von Weinheber selbst, Luigi Kasimir, Ernst Huber, Rudolf Pleban u. a. | BDA-Hist.: Q38085084 Status: Bescheid Stand der BDA-Liste: 2025-06-30 Name: Weinheber-Haus GstNr.: 321 Kirchstetten, Weinheber-Haus                                       |
| ja   | Datei hochladen | Kath. Filialkirche hl. Veit und ehem. Friedhof HERIS-ID: 10907 Objekt-ID: 6972 | Ringstraße 23, neben Standort KG: Kirchstetten      | Der schlichte gotische zweischiffige Kirchenbau mit zwei polygonalen Chören steht auf einer zur Ringstraße abfallenden Geländestufe und ist von einer Kirchhofmauer und einem ehemaligen Friedhof im Norden umgeben. | BDA-Hist.: Q38085012 Status: § 2a Stand der BDA-Liste: 2025-06-30 Name: Kath. Filialkirche hl. Veit und ehem. Friedhof GstNr.: 57, 58 Filialkirche hl. Veit, Kirchstetten |
| ja   | Datei hochladen | Figurenbildstock hl. Nikolaus von Tolentino HERIS-ID: 10906 Objekt-ID: 6971    | Weinheber-Platz Standort KG: Kirchstetten           | Die Statue des hl. Nikolaus von Tolentino stammt aus dem 18. Jahrhundert und wurde 1956 renoviert. | BDA-Hist.: Q38084999 Status: § 2a Stand der BDA-Liste: 2025-06-30 Name: Figurenbildstock hl. Nikolaus (?) GstNr.: 564/2 Statue Saint Nicholas, Kirchstetten               |
| ja   | Datei hochladen | Bildstock HERIS-ID: 10908 Objekt-ID: 6973                                      | Kirchstetten Standort KG: Kirchstetten              | Der massige Bildstock mit Nischenaufsatz steht am östlichen Ortsrand und beherbergt eine Statuette Pietà aus dem 19. Jahrhundert. | BDA-Hist.: Q38085049 Status: § 2a Stand der BDA-Liste: 2025-06-30 Name: Bildstock GstNr.: 562                                                                             |
| BW   | Datei hochladen | Hausberg Oberwolfsbach HERIS-ID: 40479 Objekt-ID: 40418                        | Klosterleiten Standort KG: Oberwolfsbach            | | BDA-Hist.: Q37994611 Status: Bescheid Stand der BDA-Liste: 2025-06-30 Name: Hausberg Oberwolfsbach GstNr.: 81/1                                                           |
| ja   | Datei hochladen | Kapelle des Altenpflegeheimes Clementinum HERIS-ID: 5918 Objekt-ID: 1792       | Paltram 12 Standort KG: Paltram                     | Die Kapelle wurde 1903 im Zug der Umgestaltung zum Altenpflegeheim erbaut. Flach gedeckter Rechtecksaal mit großen Rundbogenfenstern, im Südwesten aus der Flucht vorragend. | BDA-Hist.: Q37863693 Status: Bescheid Stand der BDA-Liste: 2025-06-30 Name: Kapelle des Altenpflegeheimes Clementinum GstNr.: 47                                          |
| ja   | Datei hochladen | Kath. Pfarrkirche Alle Heiligen und Friedhof HERIS-ID: 10904 Objekt-ID: 6969   | Kirchenstraße 11 Standort KG: Totzenbach            | Gotisches Staffellanghaus mit Langchor aus dem 14. Jahrhundert, steht im Westen des Ortes am Rand des ummauerten Friedhofs. | BDA-Hist.: Q38084963 Status: § 2a Stand der BDA-Liste: 2025-06-30 Name: Kath. Pfarrkirche Alle Heiligen und Friedhof GstNr.: 8, 7                                         |